# Mariä Himmelfahrt (Fridolfing)
| Pfarrkirche Mariä Himmelfahrt                   | Pfarrkirche Mariä Himmelfahrt |
| ----------------------------------------------- | ----------------------------- |
| Pfarrkirche Mariä Himmelfahrt auf der Nordseite |                               |
| Adresse                                         | Marienstr. 4 83413 Fridolfing |
| Konfession                                      | römisch-katholisch            |
| Gemeinde                                        | Pfarrgemeinde Fridolfing      |
| Aktuelle Nutzung                                | Pfarrkirche                   |
| Gebäude                                         |                               |
| Baujahr(e)                                      | 1891–1893                     |
| Stil                                            | neoromanisch                  |

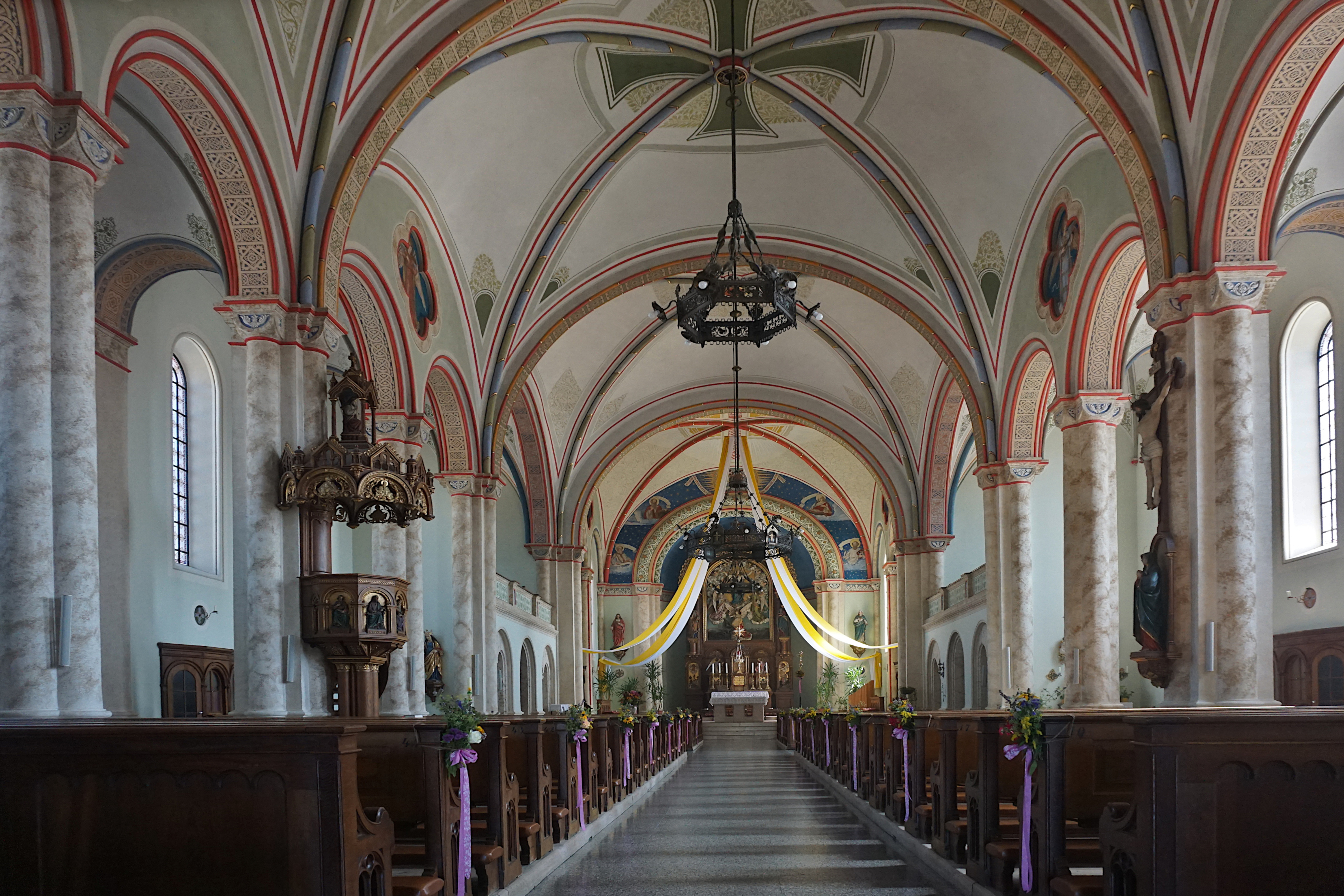
Der Innenraum der Kirche

Die Pfarrkirche Mariä Himmelfahrt in der oberbayerischen Gemeinde Fridolfing gilt als die größte Dorfkirche Deutschlands, weshalb sie auch als Dom vom Salzachtal bekannt ist. Erbaut wurde die Kirche von 1891 bis 1893 im neoromanischen Stil. Wegen ihres geringen Alters wird sie kunstgeschichtlich nicht als Dorfkirche eingestuft. Dazu zählen in der Regel nur Bauwerke aus dem Mittelalter.

## Vorgeschichte
In Fridolfing stand bis 1892 die „alte“ Pfarrkirche Mariä Himmelfahrt, die 1459 von Bischof Ulrich von Chiemsee konsekriert wurde. Aufgrund des Platzmangels, des nicht kirchennahen Friedhofes und der Renovierungsbedürftigkeit der bestehenden Pfarrkirche wurde der neue Fridolfinger Pfarrer Stefan Glonner von Erzbischof Anton von Steichele mit dem Bau einer neuen Pfarrkirche beauftragt. Um gegen den Widerstand der Concordia von Fridolfing einen Kirchenbau durchsetzen zu können, wandte sich Glonner an seinen Freund Simon Spannbrucker, der in der Diözese und beim Erzbischof großen Einfluss hatte. Spannbrucker hielt am 26. Dezember 1884 als Vertreter für Hochwürden Stefan Glonner eine bis heute legendäre Predigt, in der er forderte, den Bau einer neuen Pfarrkirche von der Kollekte des kommenden Sonntages abhängig zu machen. Die Spendenbereitschaft war gigantisch und zeigte den Rückhalt der Gemeindebürger für einen Kirchenneubau.

## Bau
Das damals sogenannte „Weberland“ wurde am 15. August 1885 von Simon Spannbrucker als Areal für die neu zu errichtende Kirche erworben und als Grundstück für die zukünftige Pfarrkirche und den neuen Friedhof geschenkt. Die Grundsteinlegung fand am 24. September 1891 durch Erzbischof Antonius von Thoma statt. Die Bauarbeiten wurden von Architekt Josef Anton Müller und Baumeister Nathale Dissint geleitet.

### Zahlen und Fakten
- Der Kostenvoranschlag belief sich auf 224.027,11 Mark, was einen Gegenwert von damals zehn Bauernhöfen mit jeweils etwa 30 Hektar entsprach.
- Für die 1,25 Millionen benötigten Ziegel wurde eine eigene Ziegelei gebaut.
- Der Erdaushub in Höhe von 7037 m³ wurde von der Bevölkerung mit Pickel und Schaufel ausgeführt.
- Der Helm des Turmes besteht aus 60 m³ Holz und hat ein Gewicht von 800 Zentnern.
- Die Kirche ist insgesamt 64 Meter lang und 21 Meter breit (Außenmaße). Am Langhaus befindet sich ein Querschiff, das Sakristei und Seitenkapelle enthält, mit insgesamt 34 m Breite, was der Kirche einen kreuzförmigen Grundriss verleiht.
- Der Turm ist ca. 65 Meter hoch.
- Die Kirche ist insgesamt nach Nord-Osten ausgerichtet.[2]

### Beziehungen zu Friaul
Beim Kirchenbau in Fridolfing arbeiteten neben dem Baumeister Nathale Dissint an führender Stelle außerdem Ziegelmeister Lorenzo Viacchiani und Maurermeister Cöletino Toniutti, allesamt aus dem Friaul. Als am 6. Mai 1976 ein Erdbeben im Friaul etwa 1000 Menschenleben forderte, war die Bereitschaft in Fridolfing groß, den Menschen im Friaul zu helfen. Unter anderen wurde Baumaterial gesammelt, um damit die durch das Erdbeben zerstörte Kirche von Sedilis in der Gemeinde Tarcento wieder aufzubauen. Ein Gedenkstein in Sedilis sowie gegenseitige Besuche erinnern heute noch an die Verbundenheit beider Orte.

## Ausstattung
Besonders hervorzuheben sind neben Schreinfiguren und Vollplastiken:

### Altar
Auf dem Antependium sind drei Opferszenen aus dem Alten Testament (Kain und Abel, Opfer des Melchisedek und das Opfer des Abraham) zu sehen. Das Altarbild selbst zeigt die Aufnahme Marias in den Himmel. Die Gottesmutter ist dabei von Wolken mit Schutzengeln und den drei bedeutendsten Erzengeln (Raphael, Michael und Gabriel) umgeben. Auf den beiden Reliefbildern in der Predella sind das Wunder der Brotvermehrung und die Hochzeit zu Kana abgebildet.

### Kanzel
Auf dem Kanzelkorb sind die vier großen Propheten des Alten Testaments (Jesaja, Jeremia, Ezechiel und Daniel) dargestellt.

### Orgel

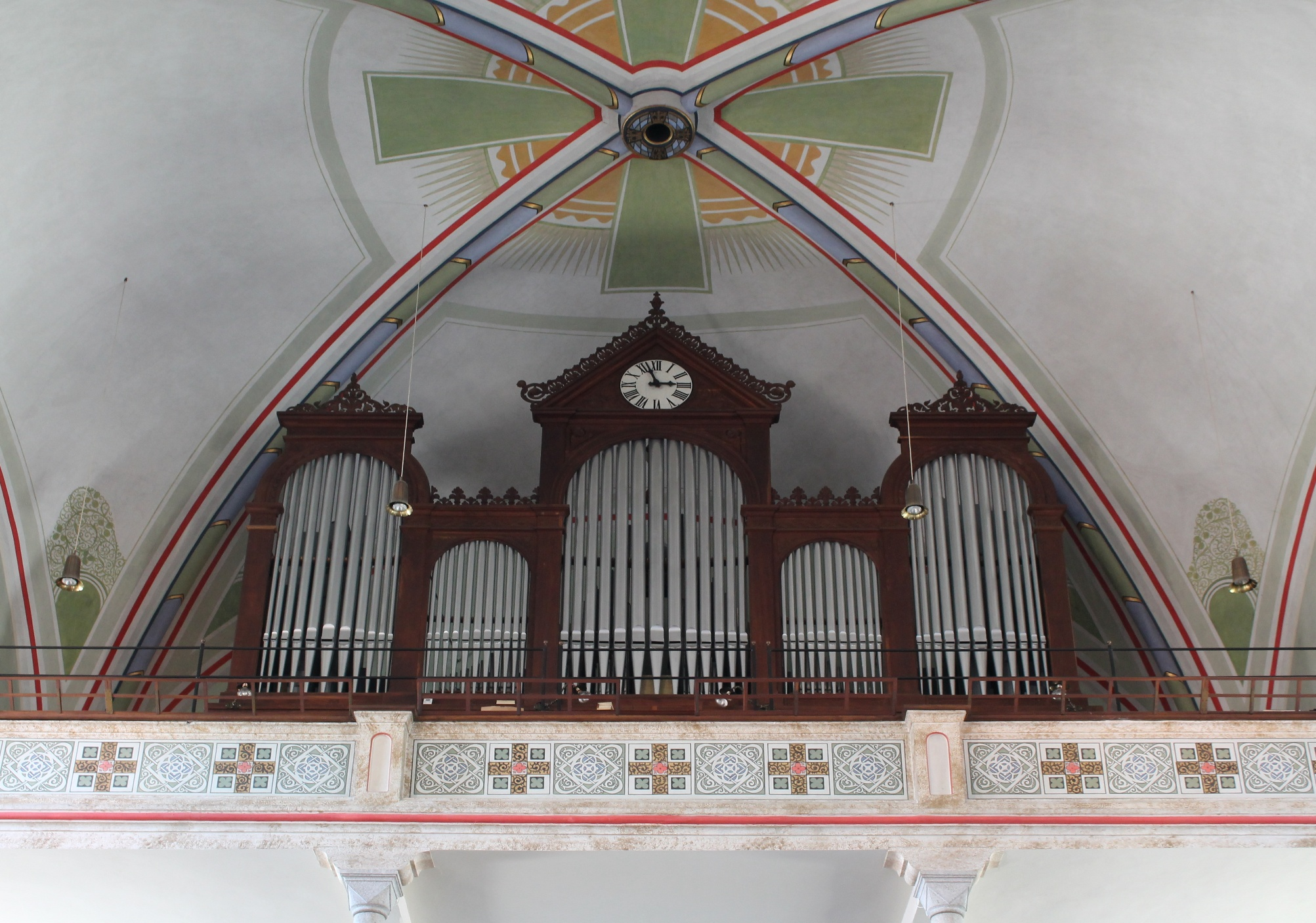
Die Orgel

Das Instrument wurde 1893 von Franz Borgias Maerz gebaut. Im Jahr 2005 restaurierte die Orgelbaufirma Linder aus Nussdorf am Inn diese Orgel. Sie hat 25 Register auf zwei Manualen und Pedal mit folgender Disposition:
| I Hauptwerk C– |            |       |
| 1.             | Bordun     | 16′   |
| 2.             | Prinzipal  | 8′    |
| 3.             | Tibia      | 8′    |
| 4.             | Gedeckt    | 8′    |
| 5.             | Gamba      | 8′    |
| 6.             | Salicional | 8′    |
| 7.             | Oktav      | 4′    |
| 8.             | Gemshorn   | 4′    |
| 9.             | Superoktav | 2′    |
| 10.            | Mixtur IV  | 2 ⁄3′ |
| 11.            | Trompete   | 8′    |

| II Brustwerk C– |                  |    |
| 12.             | Geigenprinzipal  | 8′ |
| 13.             | Lieblich Gedackt | 8′ |
| 14.             | Dolce            | 8′ |
| 15.             | Aeoline          | 8′ |
| 16.             | Fugara           | 4′ |
| 17.             | Traversflöte     | 4′ |
| 18.             | Cornett IV-V     | 4′ |

| Pedal C– |               |         |
| 19.      | Prinzipalbass | 16′     |
| 20.      | Violonbass    | 16′     |
| 21.      | Subbass       | 16′     |
| 22.      | Quintbass     | 10 2⁄3′ |
| 23.      | Oktavbass     | 8′      |
| 24.      | Cello         | 8′      |
| 25.      | Posaune       | 16′     |

### Votivbild Maria Schnee
Das Votivbild Maria Schnee im linken Seitenschiff ist eine Kopie des Marienbildes aus der römischen Kirche Maria Maggiore. Gestiftet wurde es bereits im Jahr 1649; es hatte schon in der alten Pfarrkirche seinen Platz.

### Annakapelle
Die Annakapelle befindet sich gegenüber der Sakristei im Querhaus. Sie wurde 1968 zur „Werktagskapelle“ umgebaut. An der Seite der linken Rückwand befindet sich derzeit ein Gemälde, das den hl. Sebastian mit Mutter Anna und Maria als junges Mädchen zeigt. Es war das Altarbild der alten Pfarrkirche und stammt von dem berühmten Barockmaler Johann Michael Rottmayr. Die heutige Annakapelle beherbergt weitere wertvolle Kunstwerke aus der alten Pfarrkirche, in der es bereits eine Anna-und-Sebastiani-Kapelle gab.